# Chiesa di Maria Santissima del Carmelo (Palazzo Adriano)
La Chiesa di Maria Santissima del Carmelo (XVI secolo) è sita in via XX settembre, nella parte centrale di Palazzo Adriano, comune italiano della città metropolitana di Palermo in Sicilia.

## Storia e descrizione
Questa chiesa, fondata dai profughi albanesi e da essi dedicata alla Santissima Annunziata, passò il 12 novembre 1561 ai Padri Carmelitani, i quali la tennero per quasi un secolo, fino al 1659, anno in cui lasciarono Palazzo Adriano. In essa i fedeli di rito "latino-romano" potevano ricevere i sacramenti secondo il loro rito, così come facevano anche nella cappella del castello, prima della costruzione della chiesa dedicata a Maria Santissima del Lume.
La chiesa di Maria Santissima del Carmelo può essere considerata come la prima chiesa di rito latino di Palazzo Adriano, anche se si ha notizia che fino al 1553 saltuariamente venivano amministrati i sacramenti ai fedeli di rito latino nella cappella del locale Castello. Questa chiesa, infatti, venne ceduta ai latini per la amministrazione dei sacramenti dietro richiesta inoltrata al Vescovo di Agrigento dal barone Opezzinghi, il quale aveva fatto costruire, nel 1561, accanto alla chiesa un piccolo convento che aveva dato ai religiosi del Carmine.
È ad unica navata, con un maestoso portale esterno, con colonne e capitelli corinzi. Ubicata in via XX settembre, ha un'ampia scalinata esterna.
L'interno di questa chiesa è stato utilizzato per un anno per le riprese del film Nuovo Cinema Paradiso come interno del cinema.
Al suo interno vengono custoditi i simulacri di san Giuseppe e di Maria Santissima del Carmelo, portati in processione ogni prima domenica di settembre di ogni anno; e il simulacro di Santa Lucia portata in processione ogni 13 dicembre.